# 711
711 је била проста година.

## Догађаји
- Филипик подстиче становнике Херсона на устанак, уз помоћ Хазара. Цар Јустинијан II напушта  Цариград да би се супротставио побуњеницима на Криму. Филипик побеђује византијске снаге у северној Анадолији и заузима престоницу. Проглашен је за цара, а Јустинијан је погубљен, чиме је окончана Ираклијева династија, која је владала од 610. године.
- Децембар – Чувши вест о Јустинијановој смрти, Анастасија, Јустинијанова мајка, бежи са Јустинијановим шестогодишњим сином Тиберијем у светилиште у цркви Свете Марије Влахерне (Цариград). Прогоне је Филипикови послушници, који вуку дете са олтара и убијају га испред цркве. Не зна се шта је са Јустинијановом женом Теодором.
- Анспранд, војвода од Астија, враћа се из егзила у Италију са великом баварском војском. Многи Аустријанци (са трупама Венеције) му се придружују у подршци. Краљ Ариперт II, који је узурпирао престо 701. године, бива поражен и покушава да побегне из Павије у Галију са својом ризницом, али се дави у реци Тичино. Он је последњи Баварац који је носио Гвоздену круну.
- Мирни односи између Франака и Фризијана су учвршћени женидбом Пепина од Херсталовог сина Гримоалда за Теудесинду, ћерку краља Радбода.
- 23. април – Краљ Чилдеберт III умире после 16-годишње владавине, а наследио га је његов син Дагоберт III на месту владара Аустразије. Пепин од Херстала постаје његов регент.
- 27. април – Омајадско освајање Хиспаније: муслиманске трупе (7.000 људи) предвођене Тариком ибн Зијадом искрцавају се у Гибралтару и почињу своју инвазију на Иберијско полуострво. Тарик започиње своје исламско освајање Визиготског краљевства, које током деценије заузима и ставља под суверенитет Омејада.
- 19. јул — Битка код Гвадалетеа Омејадске снаге предвођене Тариком ибн Зијадом су победили у бици код Гвадалете Визиготе предвођене краљем Родериком. Арапи муслимани побеђују визиготску војску (33.000 људи) под краљем Родериком, који умире у бици. Визиготска престоница Толедо отвара своје градске капије; Тарик ибн Зијад шаље маурске одреде да заузму градове Кордобу и Севиљу (Андалузија).
- Након што су пирати опљачкали арапски брод близу ушћа реке Инд (Пакистан), Омајадски Арапи под Мухамедом ибн Касимом нападају Индију са 10.000 људи и 6.000 коња, успостављајући султанат у Синду. Касим шаље експедиције у Сураштру, где склапа мировни споразум са Раштракутом.
- Мухамед ибн Касим након дуге опсаде заузима град-тврђаву Мултан и са својим снагама врши нападе на област Пенџаба, уз мале муслиманске жртве.

## Смрти
- 19. јул — Родерих, визиготски краљ

### Август
- 11. септембар — Јустинијан II Ринотмет, византијски цар